# Shirakawa (keizer)
Keizer Shirakawa (白河天皇, Shirakawa-tennō, 7 juli 1053 - 24 juli 1129) was de 72ste keizer van Japan, volgens de traditionele opvolgvolgorde. Hij regeerde van 18 januari 1073 tot 5 januari 1087.
Shirakawa was de zoon van keizer Go-Sanjō. Zijn persoonlijke naam was Sadahito-shinnō (貞仁親王). Shirakawa had zelf 1 keizerin en 1 hofdame, met wie hij 9 kinderen kreeg.
Shirakawa zette zijn vaders politiek van het versterken van de keizerlijke familie en het verzwakken van de Fujiwara voort.
Shirakawa trad af in 1087, en vertrok naar een boeddhistisch klooster. Maar anders dan zijn voorgangers in de Fujiwara-tijd, bleef hij zich met de politiek bemoeien. Niet gehinderd door het officiële decorum, zoals de echte keizer was, breidde hij de privébezittingen van de keizerlijke familie uit, en had grote invloed op het bestuur. Hij was daarmee de feitelijke machthebber van het land, niet de echte keizer of de Fujiwara-regent. Dit systeem waarbij een afgetreden keizer vanuit een klooster regeerde, insei geheten, bleef ongeveer een eeuw lang, onder Shirakawa, Toba en Go-Shirakawa, in stand.
* Regent Jingu staat niet op de traditionele lijst.